# Siliștea (Teleorman)
Pour les articles homonymes, voir Siliștea.
Siliștea est une commune du județ de Teleorman en Roumanie.